# Cadmiumtellurid
Cadmiumtellurid (CdTe) ist eine kristalline Verbindung aus der Gruppe der Telluride, die aus Cadmium und Tellur mit einer (kubischen) Zinkblende-Kristallstruktur (Raumgruppe F43m (Raumgruppen-Nr. 216)) gebildet wird. In seiner kristallinen Form ist es ein direkter II-VI-Halbleiter. CdTe ist auch ein gutes Solarzellenmaterial. Es wird normalerweise als Schichtstruktur mit Cadmiumsulfid verwendet, um einen pn-Übergang, z. B. für eine Solarzelle oder Fotodiode, zu bilden.

## Verwendung
CdTe ist ein Absorbermaterial für Solarzellen. Obwohl das Rohmaterial deutlich teurer ist als Silicium, können Dünnschichtsolarzellen preiswerter hergestellt werden, da die benötigte Menge CdTe, um dieselbe Absorption wie bei Silicium zu erreichen, um Größenordnungen kleiner ist. CdTe als Mischkristall mit Quecksilbertellurid HgTe bildet ein vielseitiges Infrarotdetektormaterial (Hg,Cd)Te. CdTe als Mischkristall mit Zinktellurid ZnTe bildet ein ausgezeichnetes Röntgen- und Gammastrahlungsdetektormaterial (Cd,Zn)Te.
CdTe wird als Material für optische Fenster und Linsen im Infrarotbereich verwendet, wobei es aber nur einen kleinen Anwendungsbereich hat. Sein Einsatz wird durch seine gesundheitsschädliche Einstufung begrenzt, so dass nur wenige Optikhersteller mit CdTe arbeiten. Eine frühe Form von CdTe für den IR-Gebrauch wurde unter dem inzwischen überholten Handelsnamen Irtran-6 vermarktet.
CdTe wird auch als elektrooptischer Modulator verwendet. Es hat den höchsten elektrooptischen Koeffizienten des linear-elektrooptischen Effektes unter allen II-VI-zusammengesetzten Kristallen {\displaystyle \left(r_{41}=r_{52}=r_{63}=6{,}8\cdot 10^{-12}\mathrm {\frac {m}{V}} \right)}.

## Eigenschaften

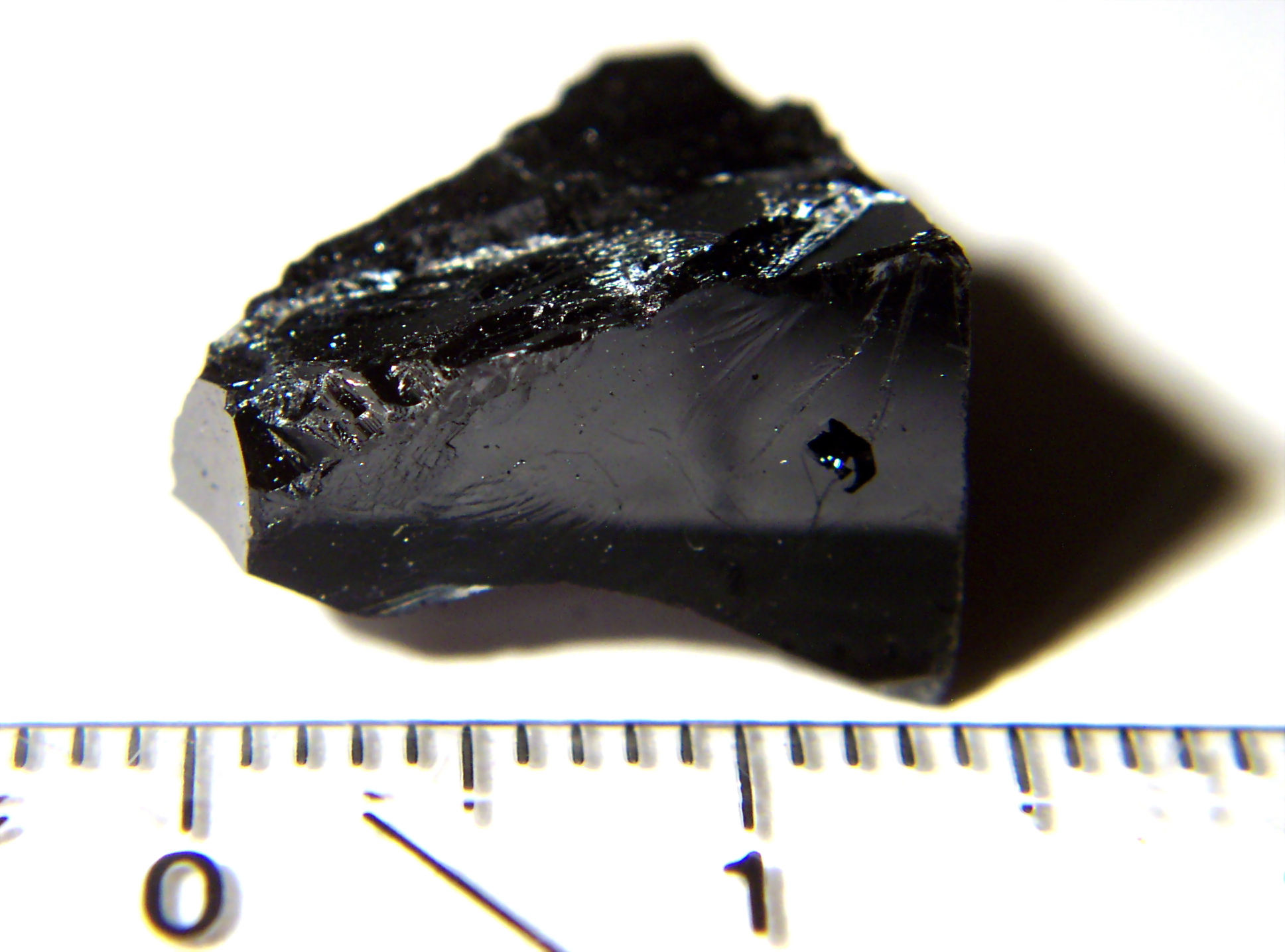
Hochreines Cadmiumtellurid CdTe für Halbleiteranwendungen

### Physikalische Eigenschaften
- Gitterkonstante: 0,648 Nanometer an 300 K
- Elastizitätsmodul: 52 GPa
- Poissonzahl: 0,41

### Thermische Eigenschaften
- Wärmeleitfähigkeit: 6,2 W/(m K) bei 293 K
- Spezifische Wärmekapazität: 210 J/(kg K) bei 293 K
- Thermischer Ausdehnungskoeffizient: 5,9×10−6/K bei 293 K

### Elektronische Eigenschaften
- Der direkte Bandabstand ist 1,56 eV bei 300 K.
- effektive Masse des Elektrons 0,11 me
- effektive Masse des Lochs 0,4 me

### Optische Eigenschaften
CdTe ist im Infrarotbereich (von nahe an seiner Bandabstandsenergie (= 795 nm) bis zu Wellenlängen größer als 20 µm) transparent. Der Brechungsindex ist 2,649 bei 10 µm.

### Chemische Eigenschaften
CdTe ist sehr wenig löslich in Wasser. Es wird durch viele Säuren einschließlich Salz- und Bromwasserstoffsäure zersetzt und bildet (giftiges) Tellurwasserstoffgas.

## Sicherheitshinweise
Cadmiumtellurid ist gesundheitsschädlich. Die größte Gefahr besteht – mit bis zu 90 % Resorptionsrate – bei der Aufnahme von Feinstaub über die Atemwege; die Aufnahmerate über den Magen-Darm-Trakt liegt dagegen bei nur etwa 5 %.